# Soapie
Een soapie (soapster) is een acteur of een actrice, die beroemd is geworden door in een soapserie te spelen. Hier worden dan de soaps Goede tijden, slechte tijden (1990-heden), Onderweg Naar Morgen (1994-2010) en Goudkust (1996-2001) mee bedoeld.

## Het ontstaan
De term "soapie" werd steeds vaker gebruikt toen sommige soapsterren de crossover naar het grote doek maakten. De eerste succesvolle film met een soapie in de hoofdrol was De kleine blonde dood uit 1993, met Antonie Kamerling. De term werd toen die tijd nog niet echt gebruikt. De term werd pas in 2000 echt geïntroduceerd toen Katja Schuurman, Daan Schuurmans en Georgina Verbaan de hoofdrollen gingen vertolken in de film Costa!. Costa! werd een zo groot succes dat er zelf een televisieserie kwam, Costa! de Serie, die vier seizoenen kende. Gedurende deze vier seizoenen kenden zowel de hoofd- als gastrollen vele soapies.
Naast het vervolg op Costa!, kwam er ook een film Volle maan, waarin uiteindelijk zeven van de tien hoofdrolspelers uit een soap kwam. Gedurende de audities van deze film begonnen verschillende weekbladen opiniepeilingen te houden, wie men graag in de hoofdrollen wilde hebben. Katja Schuurman, Bas Muijs, Liesbeth Kamerling, Aukje van Ginneken, Micky Hoogendijk, Chris Zegers, Angela Schijf, Tamara Brinkman, Vivienne van den Assem en Jeroen Biegstraten kwamen het vaakst voor. Uiteindelijk werd geen een van deze acteurs uit een soap gekozen, maar kende de film wel een groot succes.
Ondertussen lijken de soapies niet meer weg te denken uit de Nederlandse film. Sommige soapies lukt het om rollen te krijgen in serieuzere producties. Bijvoorbeeld Katja Schuurman in Interview, Johnny de Mol in Zwartboek en Angela Schijf in Van God Los.
Opmerkelijk is wel te noemen dat ook de sterren van Westenwind worden gezien als soapies. Westenwind is echter een dramaserie en geen soap. Hoofdrolspelers Daan Schuurmans en Jennifer Hoffman hebben nog nooit in een soap gespeeld, maar staan vaak in de bladen aangeduid als soapie.

## Soapies
Verschillende acteurs hebben ook een vaste rol in verschillende soaps gespeeld. In het schema staan alleen de acteurs die twee of meer vaste rollen had in verschillende soaps.
Sinds 24 augustus 2023 is Jasmine Sendar Nederlandse eerste actrice die in alle drie de dagelijkse soap heeft gespeeld, waarbij ze zowel op ten minste één castfoto als één versie van de leader staat.
| Acteur                 | Goede tijden, slechte tijden (1990-)                           | ONM (1994-2010)                       | Goudkust (1996-2001)                    |
| ---------------------- | -------------------------------------------------------------- | ------------------------------------- | --------------------------------------- |
| Vivienne van den Assem |                                                                | Lizzy Vehmeijer (#1) (2001-2003)      | Sophie Bergman (2000-2001)              |
| Casper van Bohemen     | Frits van Houten (1991-1995, 2006) Hans van Houten (2005-2006) | Rutger Helligers (#2) (1997)          |                                         |
| Filip Bolluyt          | Lex Zandstra (1996-1997)                                       | Wouter Lansink (2002-2003)            | Henri van Cloppenburg (#2) (1998-2001)  |
| Tamara Brinkman        | Saskia Verduyn (2019-)                                         | Babette Couwenberg (1997-2001, 2003)  |                                         |
| Koert-Jan de Bruijn    | Dennis Alberts (2002-2009)                                     |                                       | Beer van Nispen (2000-2001)             |
| Sander de Heer         |                                                                | Dr. Marnix Klein (2004-2010)          | David Bergman (2000-2001)               |
| Inger van Heijst       | Jeanne Dekker (1991)                                           |                                       | Fie Hardebol (1996-1998)                |
| Tim Immers             | Mark de Moor (1992-1993, 1995, 2918-2019)                      | Ravi Wertheimer (#1) (1996-2000)      |                                         |
| Tanja Jess             | Bowien Galema (1997-2000)                                      | Marjolein Currie (2004-2005)          |                                         |
| Chris Jolles           | Dian Alberts (#2) (1994-1999)                                  | Luciel Starrenburg (2000-2003)        |                                         |
| Antonie Kamerling      | Peter Kelder (1990-1993, 1995)                                 | Ron Raven (2005)                      |                                         |
| Marjolein Keuning      | Maxime Sanders (2008-2017)                                     | Mr. Joyce Couwenberg (#1) (1994-1996) |                                         |
| Sabine Koning          | Anita Dendermonde (1992-2004, 2006-2009)                       | Yvonne Hulst (2005)                   |                                         |
| Jan Kooijman           | Danny de Jong (2009-2012)                                      | Just Klarenbeek (2005-2006)           |                                         |
| Betje Koolhaas         | Suzanne Jacobs (#2) (2004-2005)                                |                                       | Yvette van Cloppenburg (#2) (1997-2000) |
| Sebastiaan Labrie      | Ray Groenoord (2003-2005)                                      | Olaf Zwart (2000-2002)                |                                         |
| Lieke van Lexmond      | Charlie Fischer (#2) (2002-2012)                               |                                       | Eva Prins (1998-2001)                   |
| Mick de Lint           | Jochem van der Zee (2008)                                      | Dr. Jasper Klein (2009-2010)          |                                         |
| Guusje Nederhorst      | Roos Alberts (1992-2001)                                       | Angela Bolhuys (2002)                 |                                         |
| Winston Post           | Benjamin Borges (2000-2004)                                    | Jeroen Veenstra (2006)                |                                         |
| Joris Putman           | Morris Fischer (#3) (2004-2007, 2010)                          | Ivo Heyblom (2009)                    | Tijmen Visser (2000-2001)               |
| Robin Rienstra         |                                                                | Dr. Hugo van Walsum (2002-2005)       | PK van Nispen (2000-2001)               |
| Jasmine Sendar         | Elisa Rosalia (2023-)                                          | Kyra Isarin (2001-2009)               | Bibi Zuidgeest (1999-2001)              |
| Joep Sertons           | Dr. Anton Bouwhuis (2010-2021)                                 | Paul de Ridder (1995-1998)            |                                         |